# Joe Frazier
 weboldal]
Joseph "Joe" William Frazier (Beaufort, Dél-Karolina, 1944. január 12. – Philadelplhia, Pennsylvania, 2011. november 7.) egykori nehézsúlyú ökölvívó világbajnok, olimpiai bajnok. Az 1960-as, 1970-es évek egyik legnagyobb sportolója. Beceneve: Smokin' Joe.

## Amatőr karrier
Joe Frazier 1960-ban kezdte amatőr karrierjét. Élete első versenye 1962-ben volt. Az 1962-es amerikai bajnokságon megnyerte az összes meccsét, ezzel elnyerte élete első amerikai bajnoki címét. Fraziert ekkor már nagyon tehetségesnek tartották, 1963-ban újabb amerikai bajnokságon vett részt, ahol ismét győztes lett. Időközben nyerte a tétnélküli amatőr meccseket is. Az 1964-ben megrendezett olimpiai selejtezőn alulmaradt Buster Mathis-szal szemben, aki azonban sérülés miatt nem tudta vállalni az indulást. A Tokiói olimpiai játékokon első három meccsét kiütéssel nyerte, majd a döntőben egyhangú pontozásos győzelmet aratott a német Hans Huberrel szemben. Ezzel az olimpia bajnoki címmel megkoronázta amatőr karrierjét. Frazier edzőjével, Yancey Durhammal úgy döntött, hogy egy évet még küzd az amatőrök között, azután felmegy a profik közé. Az egy év alatt veretlenül menetelt, majd fellépett a profik közé.

## Profi karrierje
Az amatőrként sikeres Frazier első profi meccse 1965. augusztus 16-án volt, melyet az első menetben kiütéssel nyert meg. Ezt követő 13 megnyert mérkőzéséből 10-et nyert kiütéssel. Frazier ekkor már az egyik legjobb volt, esélye volt a címmeccsre is. Ennek érdekében kiütötte a világranglista negyedik helyezettjét, Doug Jonest és a világranglista harmadik helyezettjét, Jefferson Davist. Ekkor már tényleg a címmeccs volt kilátásban, viszont történt egy váratlan esemény, Muhammad Alitól elvették a Bokszvilágtanács (WBC) övét (megtagadta a katonai bevonulást), és új bajnokuknak Fraziert nevezték meg, csak úgy, mint a Bokszvilágszövetség (WBA). Frazier tehát már két szervezet világbajnoka volt. Az öveit megvédte Jefferson Davies, George Johnson, George Chuvalo Tony Doyle és Marion Connor ellen is. Ekkor már egy éve volt világbajnok. Frazier erős, stabil és magabiztos világbajnoknak tűnt. Erre bizonyíték volt az is, hogy újabb öt alkalommal védte meg címeit.
Ekkor Fraziert már súlycsoporttól függetlenül a legjobb bokszolónak tartották számon. Nem sokra rá azonban elvették tőle WBC világbajnoki övét, amit tíz alkalommal védett meg. Frazier tehát már csak WBA világbajnok volt. A címét következőleg Bob Foster ellen védte meg, majd kiállt a korszak legnagyobbjával, az akkor verhetetlen Muhammad Alival. Fraziernek ez nem csak 12. címvédő meccse volt, hanem élete legjobb meccse. A két veretlen bokszoló 1971. március 8-án csapott össze és döntötték el, ki is az igazi bajnok (hisz Frazier Ali trónfosztását követően lett bajnok). Nagy meglepetésre Frazier nyert 15 menet alatt, egyhangú pontozással. Ekkor már verhetetlennek tartották. Frazier ezután még két évig megvédte övét, de aztán következett 1973. január 22., amikor is megküzdött George Foreman-nel. A meccset meglepetésre már két menet alatt elvesztette, s ezzel a világbajnoki címe is odalett.
Frazier ezután kiütötte Joe Bugnert, majd kiállt Alival, hogy esélyt kapjon a cím visszaszerzésére (addig egyszer megmérkőztek, és akkor Frazier nyert). Ám most fordult a kocka, és Ali nyert 12 menet alatt, pontozással. Ekkor Frazier bejelentette, ha nem szerzi vissza övét, akkor egy éven belül visszavonul. A cím visszaszerzésének érdekében kiállt Jerry Quarry ellen, akit kiütött az ötödik menetben. Következő alkalommal kiütötte Jimmy Ellist. A győztes meccse után kiállhatott a világbajnokkal, Muhammad Alival (Ali időközben visszaszerezte világbajnoki övét, kiütötte Foremant). Ez volt pályafutásuk harmadik találkozója, vagyis amolyan mindent eldöntő meccs. Fraziernek ez volt az utolsó esélye a cím visszaszerzésére. A meccs jó iramban haladt a 14. menet végéig, változatos küzdelemmel. Hogy ki állt győzelemre ekkor, megoszlanak a vélemények. A 14. menetben Ali megpróbálta kiütni Fraziert, kihasználva azt, hogy Frazier szinte egyáltalán nem lát már (egyik szeme egy régebbi mérkőzés során sérült meg, a másik pedig az előző menetek alatt bekapott rengeteg ütéstől). Ali a menet során számolatlan ütést vitt be, miközben maga is teljesen elkészült erejével. Amikor a menet után kikerültek a sarokba, Ali azt mondta edzőinek, nem tud visszamenni a 15. menetre, de ezt senki nem vette tudomásul. Ugyanakkor Frazier edzője látván a bokszoló állapotát, kérdezte tőle hány ujját mutatja, amelyre azt válaszolta hogy egyet, holott a kettő lett volna a helyes válasz. Ennek következtében, Frazier hozzájárulása nélkül, bedobta a törölközőt, így végül Ali nyerte az évszázad mérkőzését.
Fraizer a meccs után még adott magának egy lehetőséget, és kiállt életében másodszorra a világranglista másodikjával, George Foreman-nel. Az első meccsüket Foreman nyerte két menet alatt, ám most „szorosabb” meccsre volt kilátás. De ez esetben most a szorosabb jelző annyit jelentett, hogy nem két, hanem öt menet alatt kapott ki. Frazier ekkor bejelentette visszavonulását.

## A visszavonulás után
Joe Frazier, mint sok korábbi bokszoló, szakkommentátorként dolgozott visszavonulása után. 1976-ban állt kommentátornak, és egészen 1981-ig kommentált mérkőzéseket. 1981-ben egy mérkőzés kommentálása közben bejelentette, hogy öt év kihagyás után visszatér a ringbe.

## Egy rövid visszatérés
Sokan kritizálták amiatt, hogy már nem fiatal, és sokan állították, hogy csak a pénz hajtja, de ezt azért nem lehet mondani, hiszen Frazier mindig spórolt és a szakkommentátorként sem kereset rosszul. Frazier 1981. december 3-án bokszolt Floyd "Jumbo" Cummings-szel, akinek akkori mérlege 16 meccs, 16 győzelem (11 KO), 0 vereség és 0 döntetlen volt. A meccsen Frazier sokszor ütött mellé és lassú is volt. Végül a pontozóbíróknak köszönhetően az állás 100–100, 100–100, 100–99 volt Joe Fraziernek. A meccs után mindenki döntetlent követelt. Ezután Frazier vállalta a visszavágót, de végül sérülésre hivatkozva visszalépett a meccstől, és végleg visszavonult.

## Civil élete a visszavonulás után
Joe Frazier végleges visszavonulása után folytatta szakkommentátori munkáját, közben letette az edzői vizsgát. Többek között fiát, Marvis Fraziert edzette, akinek csak két veresége volt Larry Holmestól – aki öt évig volt világbajnok – és Mike Tysontól. Miután fia visszavonult, lánya, Jacqui Frazier-Lydel edzője lett, aki később a Boksz Világszövetség (WBA) és a Boksz Világszervezet (WBO) női világbajnoka lett.
A bokszoló menedzsere, Leslie Wolff, 2011. november 5-én bejelentette, hogy Frazier májrákkal küzd. Az ökölvívó két nappal később, november 7-én hunyt el, 67 éves korában.